# District de Barpeta

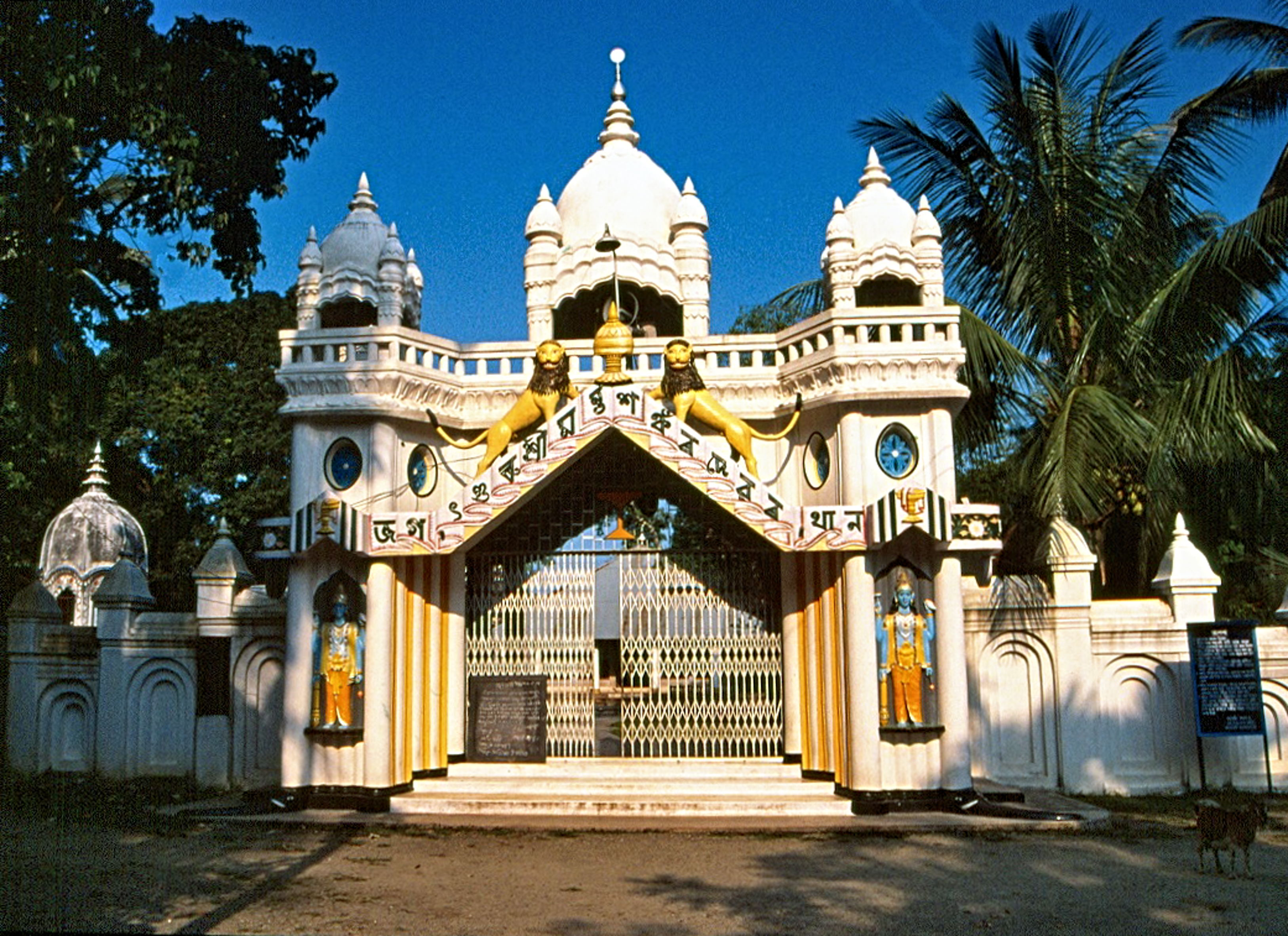
Le temple Sankardev Satra.

Le district de Barpeta (assamais : বৰপেটা জিলা) est un district de l'état d’Assam en Inde. 

## Géographie
Il compte 1 693 622 habitants en 2011 pour une superficie de 2 282 km2.
Le chef-lieu du district est la ville de Barpeta (en).